# Pentaho
Pentaho BI Suite és un conjunt de programes lliures per generar intel·ligència empresarial (Business Intelligence) propietat propietat d'Hitachi Vantara. Inclou eines integrades per generar informes, mineria de dades, ETL, etc.
Versió estable 2014 5.2

## Descripció
Pentaho es defineix a si mateix com una plataforma de BI “orientada a la solució” i “centrada en processos” que inclou tots els principals components requerits per implementar solucions basades en processos; i ha estat concebut des del principi per basar-se en processos.
Les solucions que Pentaho ofereix es componen bàsicament d'una infraestructura d'eines d'anàlisi i informes integrat amb un motor de flux de treball dels processos de negoci. La plataforma serà capaç d'executar les regles de negoci necessàries, expressades en forma de processos i activitats i de presentar i lliurar la informació adequada al moment adequat.
El seu model d'ingressos sembla estar orientat als serveis (suport, formació, consultoria i suport a ISVs i distribucions OEM) encara que en algun dels documents i pàgines esmenten algunes funcionalitats “Premium” que fan pensar en afegits per futures versions o funcionalitats de pagament.
Al seu web presenten una ventall de productes: Reporting, Analysis, Dahsboards i Data Mining, acompanyat amb dues introduccions: a la plataforma i als productes. En aquestes introduccions parlen del flux de treball com una de les capacitats BI claus de la plataforma.
Actualment Pentaho és un producte propietat propietat d'Hitachi Vantara que surt de la fusió de Pentaho, Hitachi Data Systems i Hitachi Insight.

## Productes
Pentaho Analysis Services: el seu nom en codi és Modrian, i és un servidor OLAP (processament analític en línia) escrit en Java. És compatible amb l'MDX (expressions multidimensionals) i el llenguatge de consulta XML per a l'Anàlisi i especificacions de la interfície olap4j.
Pentaho Reporting: Consisteix en un motor de presentació, capaç de generar informes sobre la base d'un arxiu de definició XML. Sobre aquesta solució s'han desenvolupat moltes eines, com per exemple: informes, dissenyadors d'interfície gràfica d'usuari, i assistents guiats. Un ús notable d'aquesta eina és el Generador d'informes per Openoffice.org
Pentaho Data Mining: És un embolcall al voltant del projecte Weka. És una suite de programari que usa estratègies d'aprenentatge de màquina, aprenentatge automàtic i mineria de dades. Compta amb sèries de classificació, de regressió, de regles d'associació, i d'algorismes de clustering, per així recolzar les tasques d'anàlisi predictiva.
Pentaho Dashboard: És una plataforma integrada per proporcionar informació sobre les seves dades, on es poden veure informes, gràfics interactius i les cubs creats amb les eines Pentaho Report Designer.
Pentaho per a Apatxe Hadoop: És un connector de baix nivell per facilitar l'accés a volums molt grans manejats en el projecte Apatxe Hadoop. La Suite de Pentaho BI per Hadoop permet abordar els majors desafiaments que experimenten els usuaris de Hadoop: sobre la seva difícil corba d'aprenentatge tècnic, la manca de personal tècnic qualificat i la manca de disponibilitat de les aplicacions de desenvolupament i desplegament per dur a terme la integració de dades i BI amb Hadoop.